# Tử đằng
Tử đằng (danh pháp khoa học: Wisteria sinensis) là một loài thực vật có hoa trong họ Đậu.

## Lịch sử phân loại
Loài này được John Sims miêu tả khoa học đầu tiên năm 1819 dưới danh pháp Glycine sinensis. Năm 1825 Augustin Pyramus de Candolle chuyển nó sang chi Wisteria.

## Tên gọi
Trong tiếng Việt tử đằng còn có nhiều tên khác như dây sắn tía, chu đằng, hoa đằng la; tiếng Anh gọi là Chinese wisteria, tiếng Pháp gọi là glycine hay glycine de Chine, tiếng Nhật gọi là fuji.

## Mô tả
Tử đằng bám vào các cây nâng đỡ hoặc các cấu trúc nhân tạo bằng cách quấn các thân cây ngược chiều kim đồng hồ. Lá sáng bóng, màu xanh lá cây, lá kép lông chim, 10-30 cm chiều dài, với 9-13 lá chét thuôn dài, với chiều dài lá chét 2-6 cm. Những bông hoa có màu trắng, tím hoặc xanh lam, được tạo ra trên các rãnh dài 15–20 cm trước khi lá ra vào mùa xuân. Những bông hoa trên mỗi nải đồng loạt mở ra trước khi tán lá nở ra và có mùi thơm đặc biệt giống như mùi của nho . Mặc dù có chủng ngắn hơn là Wisteria floribunda (hoa tử đằng Nhật Bản), nhưng chủng dài thường có số lượng chủng loại cao hơn. Quả dạng quả đậu dẹt, màu nâu, mịn như nhung, dài 5–10 cm với các hạt dày giống hình đĩa, đường kính khoảng 1 cm, nằm cách đều bên trong; quả chín vào mùa hè, nứt ra và giải phóng hạt; những quả rỗng thường tồn tại cho đến mùa đông. Tuy nhiên, do sản lượng hạt thường thấp, nên hầu hết việc trồng mới là nhờ phương pháp nuôi cấy lát (layer) hoặc nhân giống từ rễ mầm.
Tất cả các bộ phận của cây đều chứa một loại glycoside là wisteri. Đây là một chất độc, nếu ăn phải có thể gây buồn nôn, nôn mửa, đau dạ dày và tiêu chảy. Đã ghi nhận nhiều vụ tử đằng gây ngộ độc cho trẻ em ở các quốc gia, gây viêm dạ dày, ruột từ nhẹ đến nặng.

## Phân bố
Nó là một loài dây leo thân gỗ, rụng lá, lâu năm bản địa miền trung và nam Trung Quốc ở các tỉnh Quảng Tây, Quý Châu, Hà Bắc, Hà Nam, Hồ Bắc, Sơn Tây, và Vân Nam. Du nhập vào Algeria, Australia (Queensland, Nam Úc), Ấn Độ, các quốc gia Baltic, Bangladesh, Bulgaria, Himalaya, Hoa Kỳ (Alabama, Florida, Illinois, Kentucky, Massachusetts, New York, Tennessee, Texas, Vermont), Italia, Krym, Nepal, bắc New Zealand, Kavkaz, Pakistan, Pháp, Romania, Tadzhikistan, Tây Ban Nha, Tunisia, Ukraina, Uzbekistan.
Mặc dù là loài dây leo nhưng cây có thể hình thành dạng giống như cây có thân uốn cong. Dây tử đằng có thể dài 20-30 mét trên cọc hoặc cây chủ quấn quanh theo chiều kim đồng hồ. 

## Trong văn hóa đại chúng
Hoa của cây tử đằng là nguồn cảm hứng trong thi ca. Lý Bạch có bài thơ Tử đằng thụ (紫藤樹):
紫藤掛雲木，花蔓宜陽春. / Tử đằng quải vân mộc, hoa mạn nghi dương xuân.
密葉隱歌鳥，香風留美人. / Mật diệp ẩn ca điểu, hương phong lưu mỹ nhân.
Hoa tử đằng cũng xuất hiện trong Anime Kimetsu No Yaiba như là một phương thức khác để giết quỷ (chiết xuất lấy độc) ngoài việc chém cổ chúng bằng thanh Nichirin

## Hình ảnh

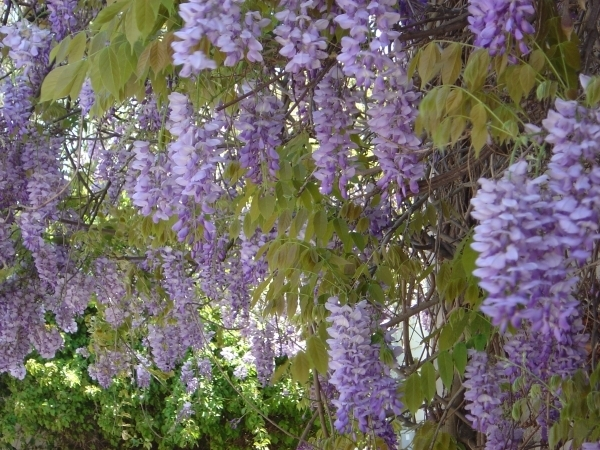
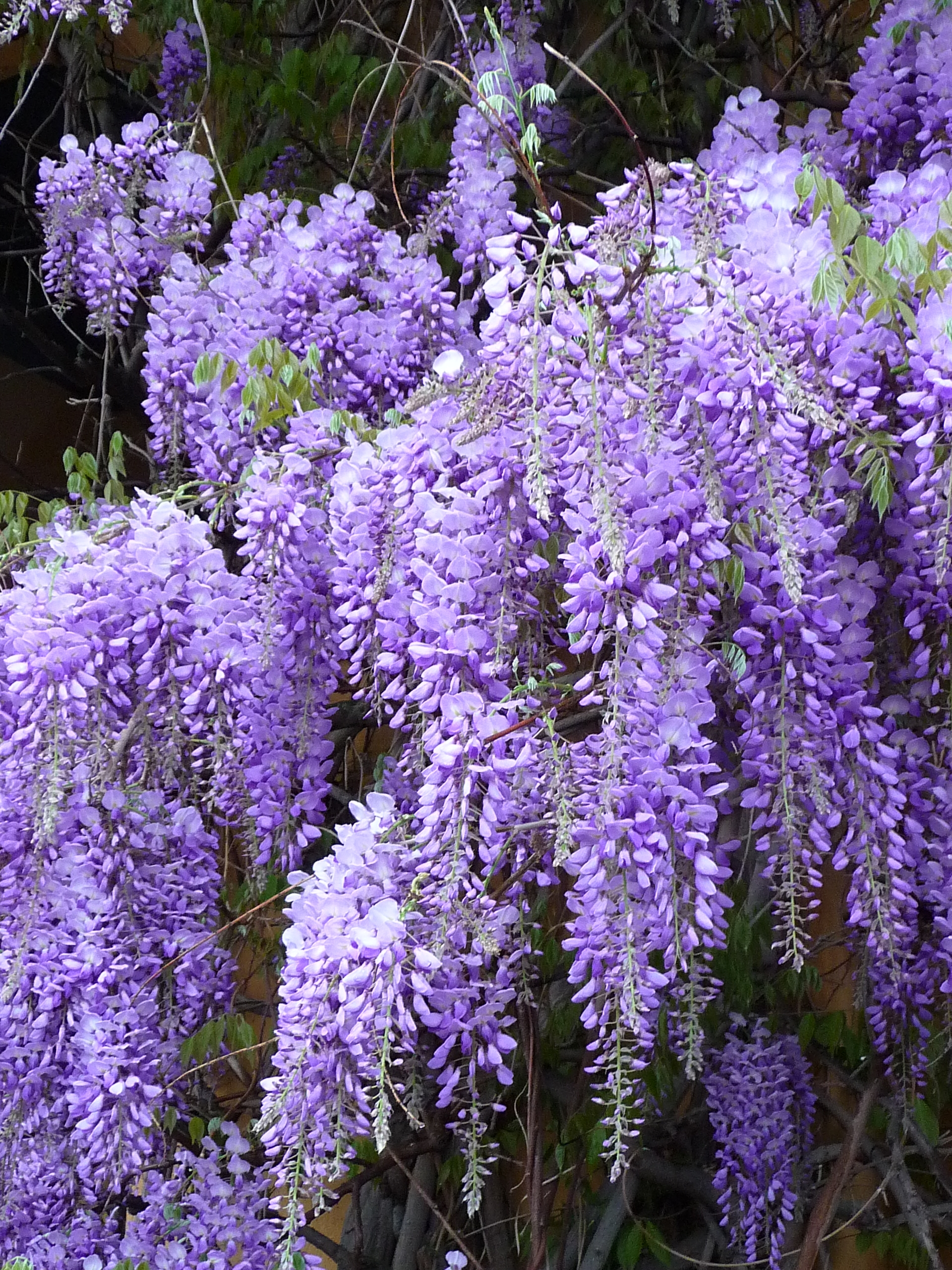
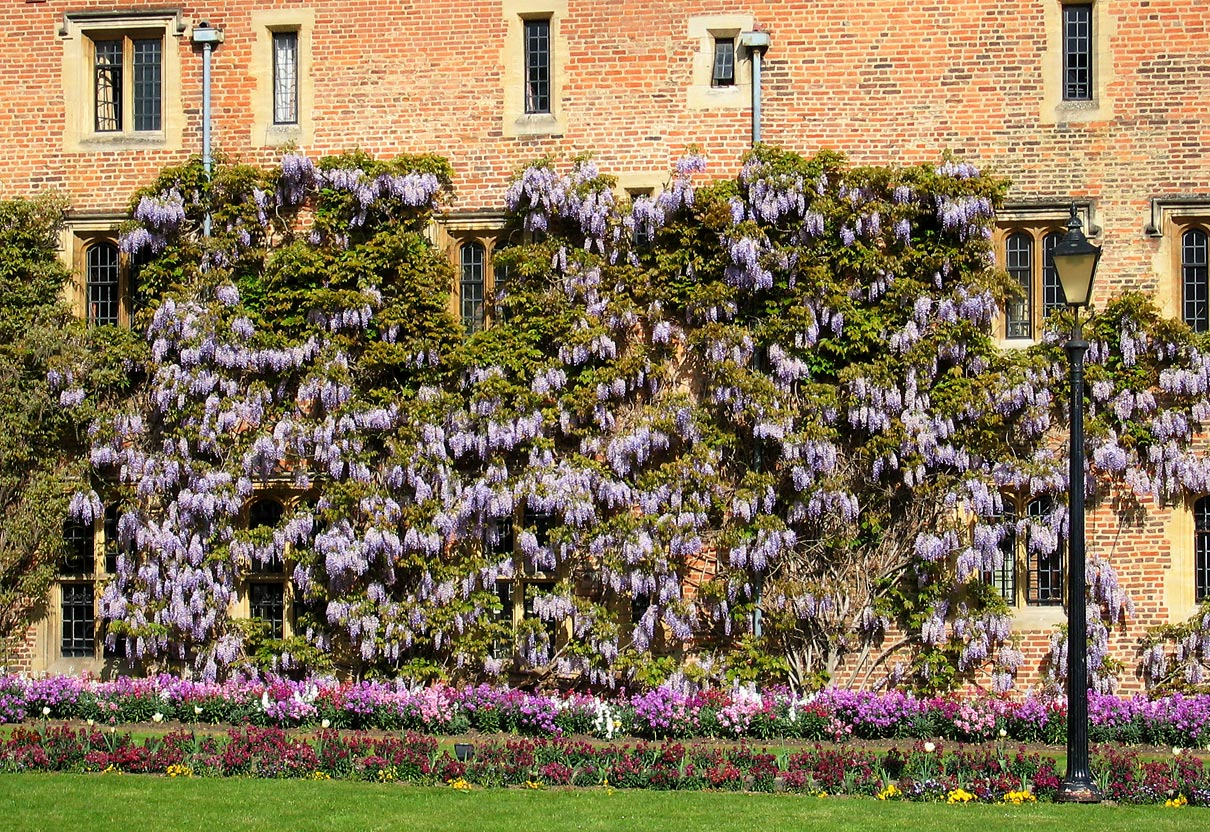